# 진 위그모어
진 위그모어(Gin Wigmore, 1986년 6월 6일 ~ )는 뉴질랜드의 싱어송라이터이다.